# دانشگاه لندن
دانشگاه لندن (University of London)، یک دانشگاه فدرال است که عمدهٔ بخش‌های آن در لندن واقع است و پس از دانشگاه آزاد انگلستان (Open University) دومین دانشگاه بزرگ بریتانیا است.
این دانشگاه در ۱۸۳۶ میلادی بنیانگذاری شد. این دانشگاه فدرال متشکل از ۱۹ کالج و ۲۱ مؤسسه است. نه کالج بزرگ آن عبارت‌اند از کینگز کالج لندن، دانشکده مطالعات شرقی و آفریقایی، کالج بیربک، کالج گلداسمیت، مدرسه کسب‌وکار لندن، مدرسه اقتصاد لندن، کالج کوئین مری لندن و کالج هالووی.

## نگارخانه

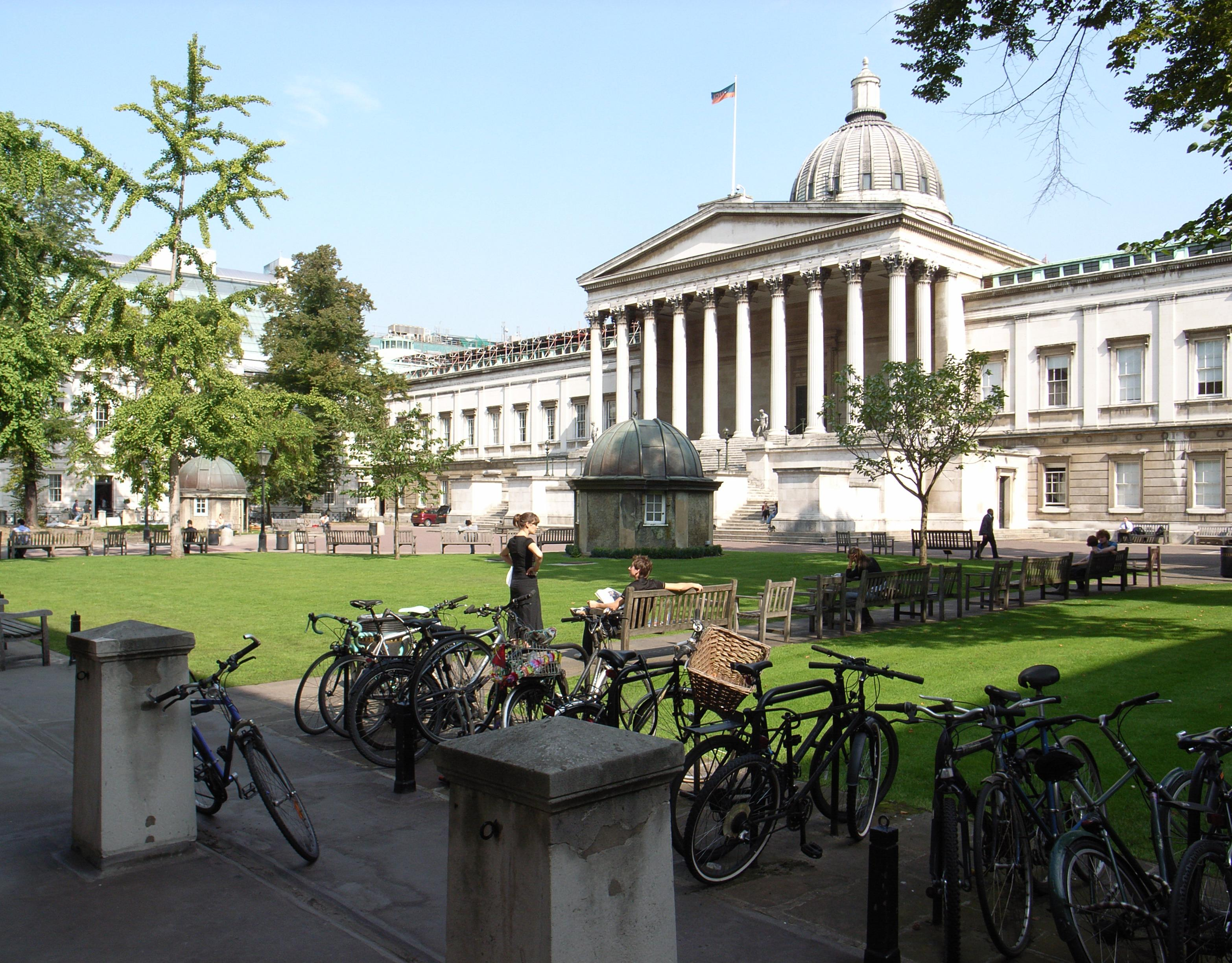
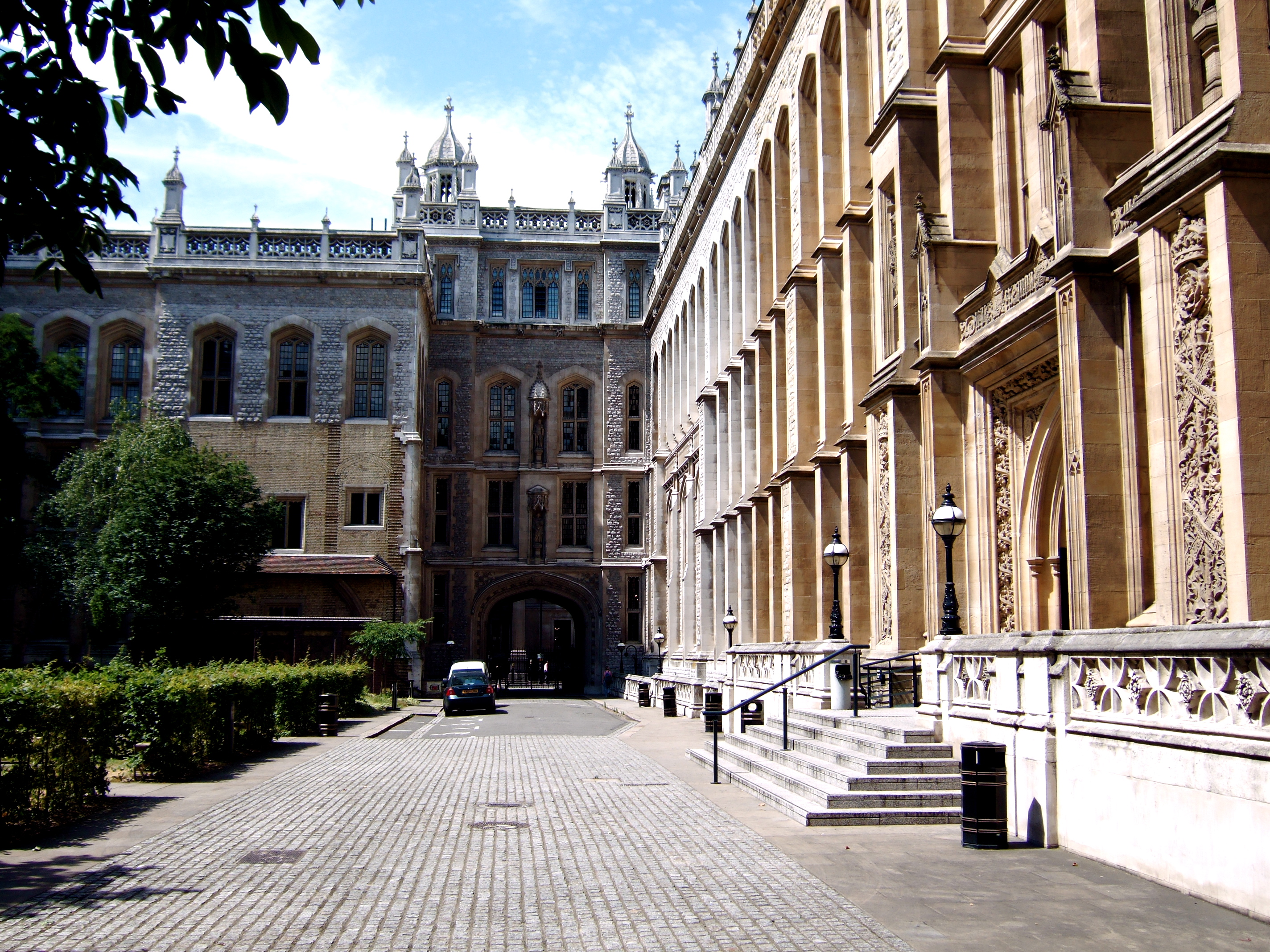
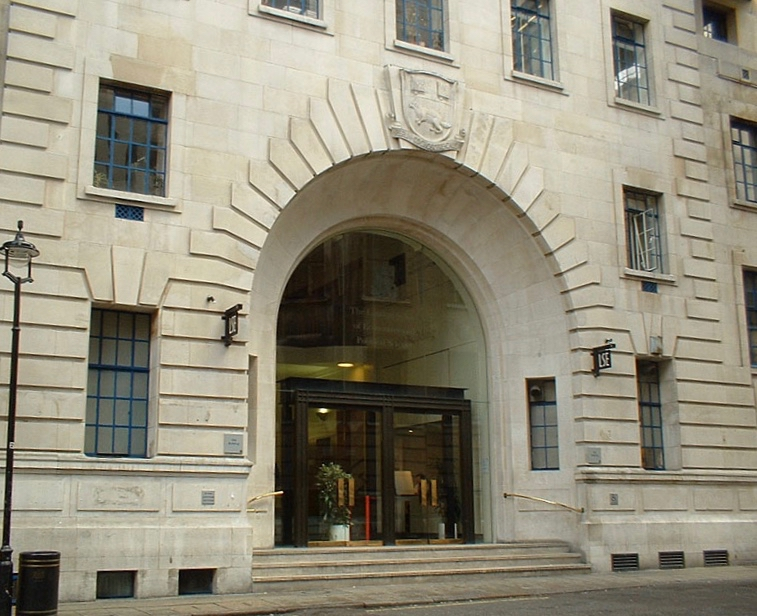
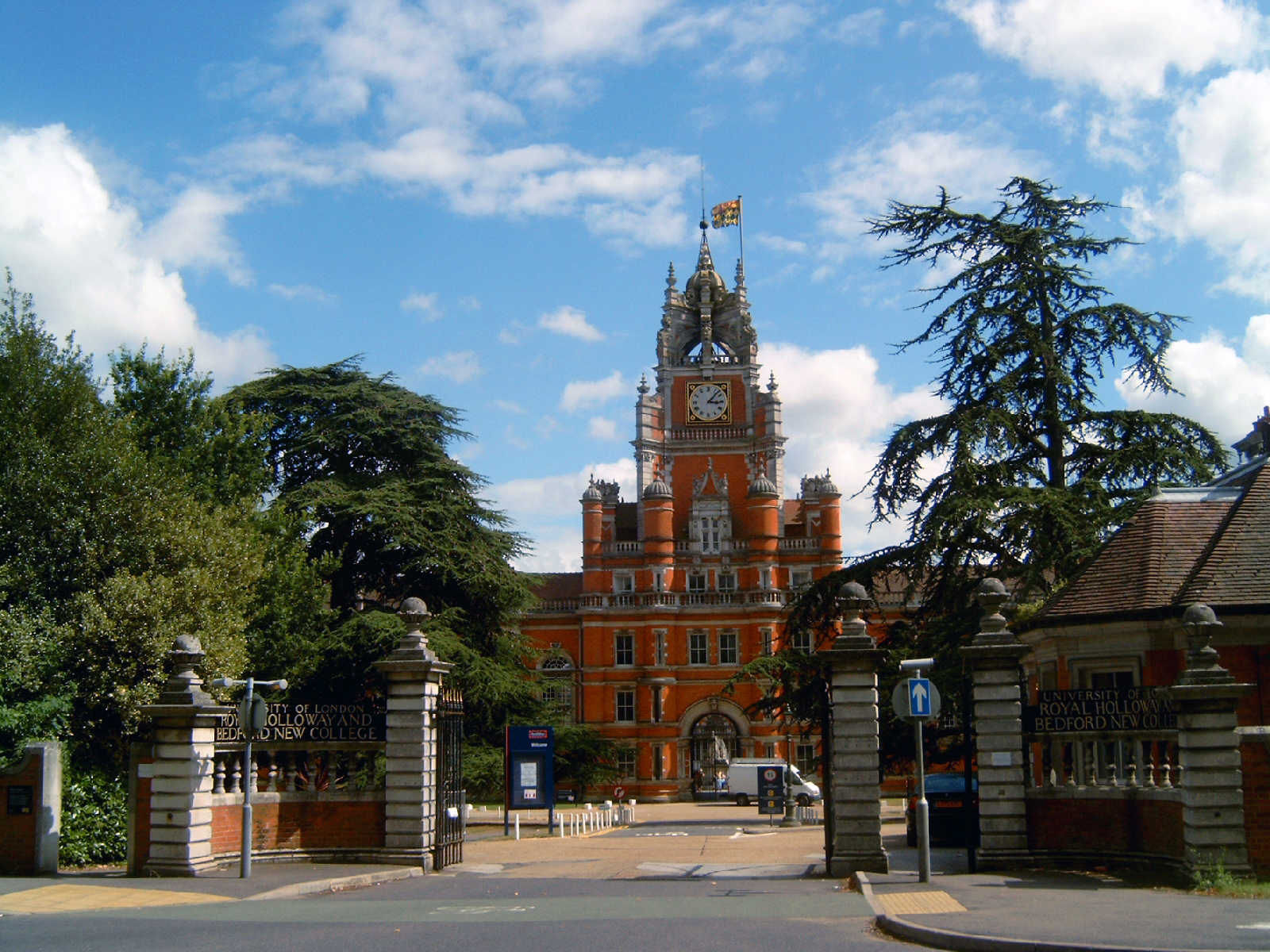
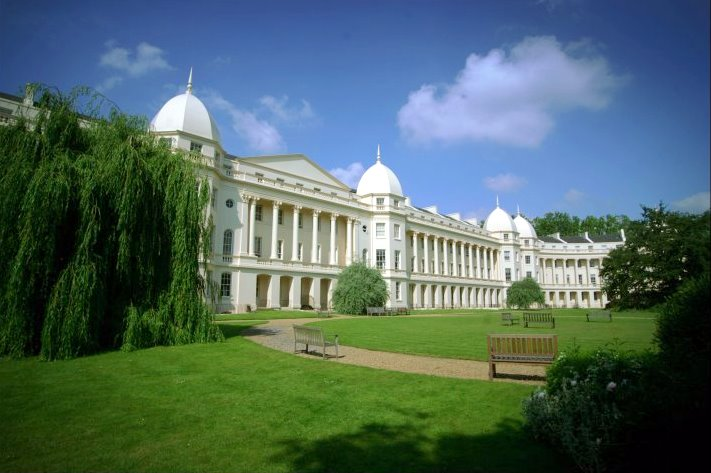
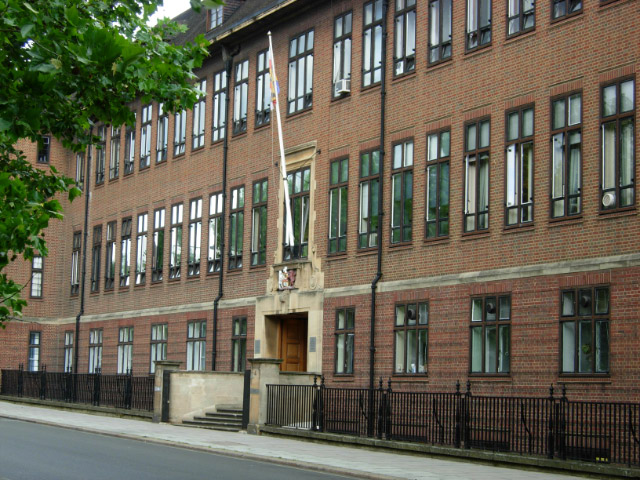
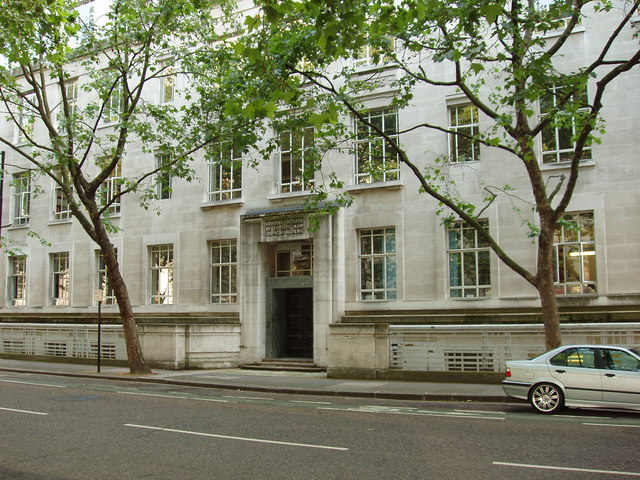
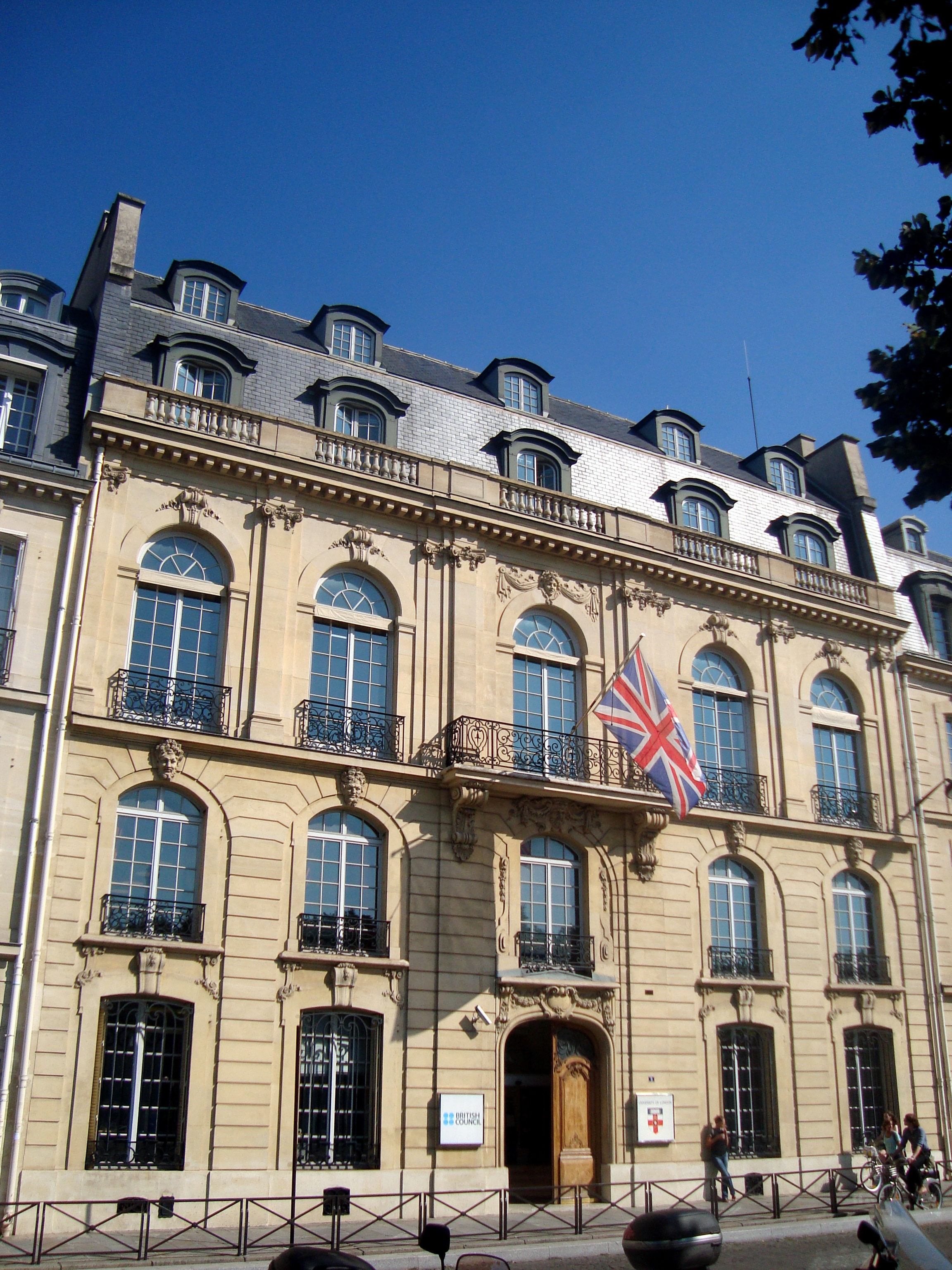
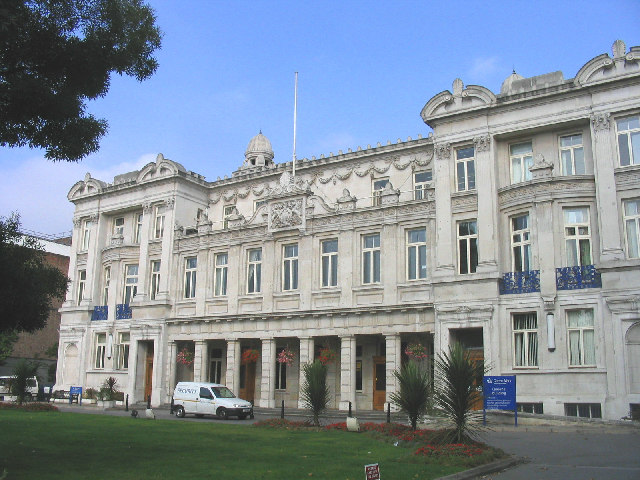
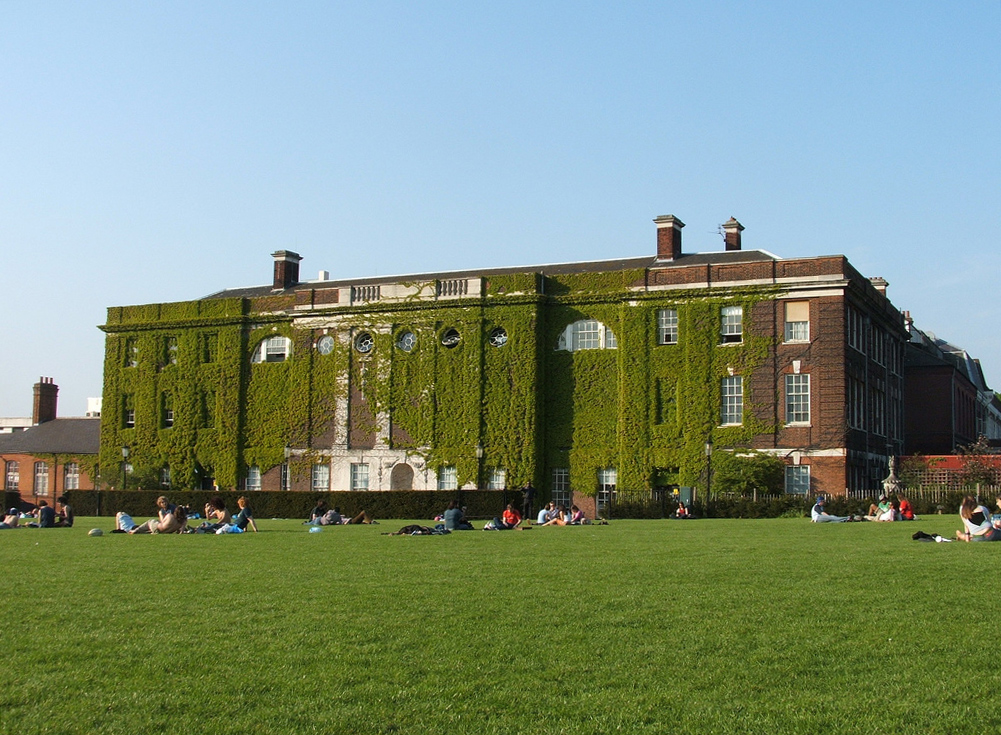
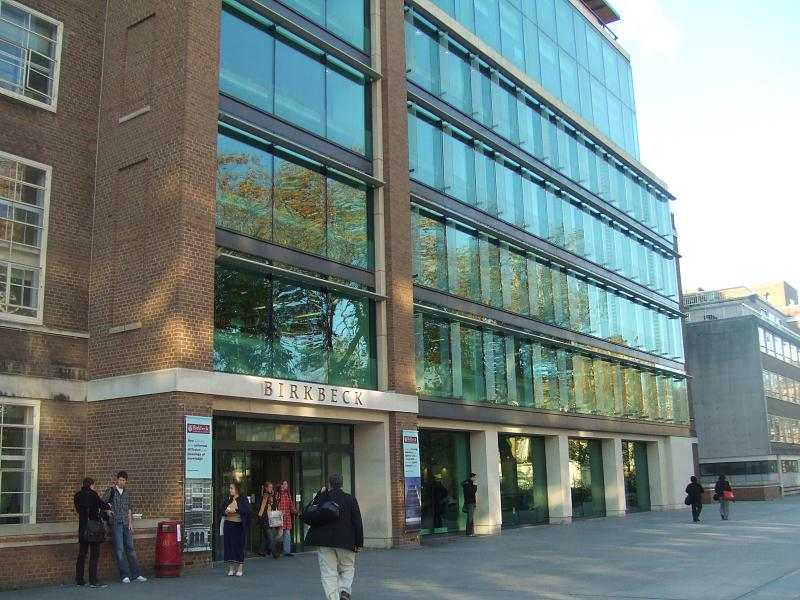
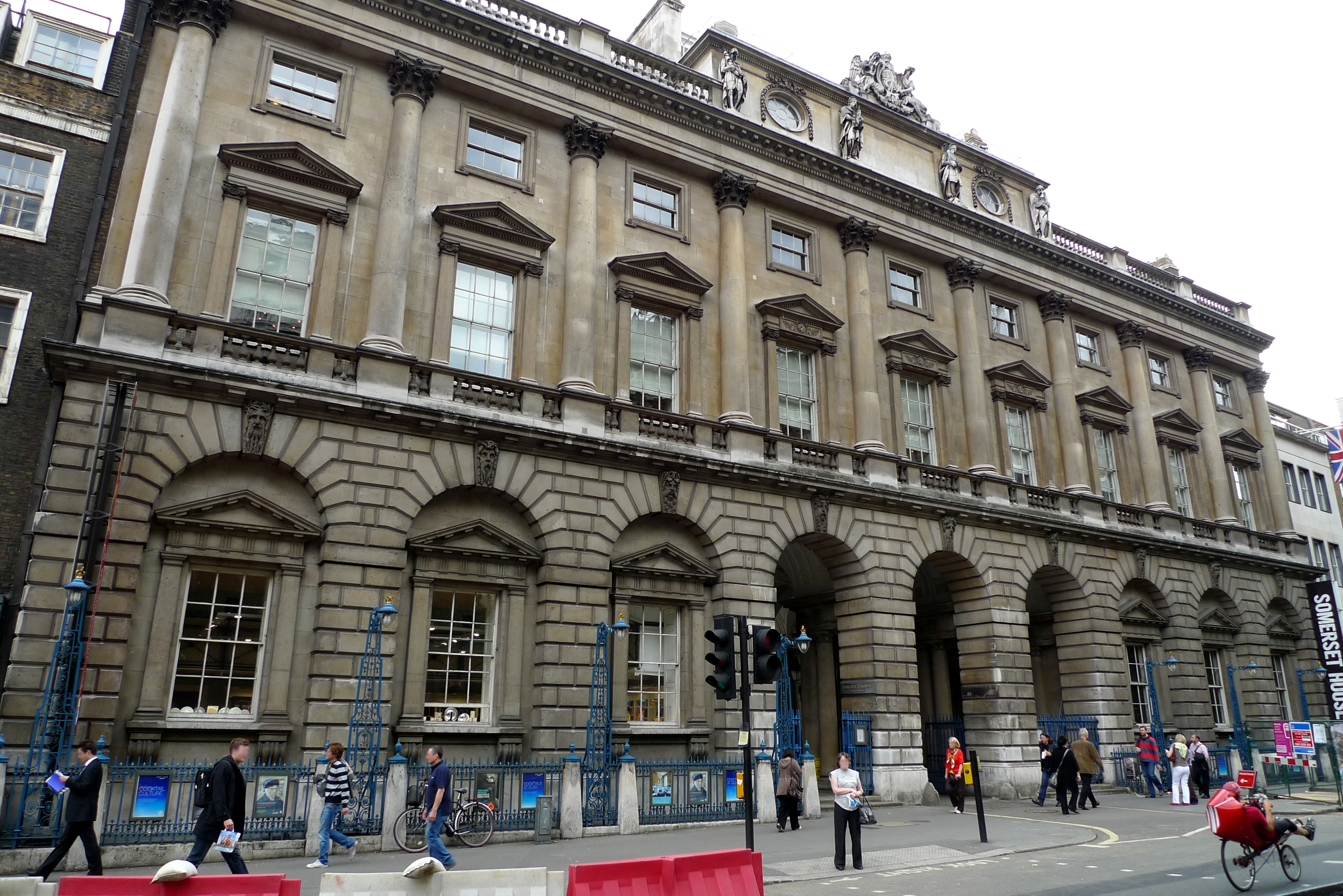
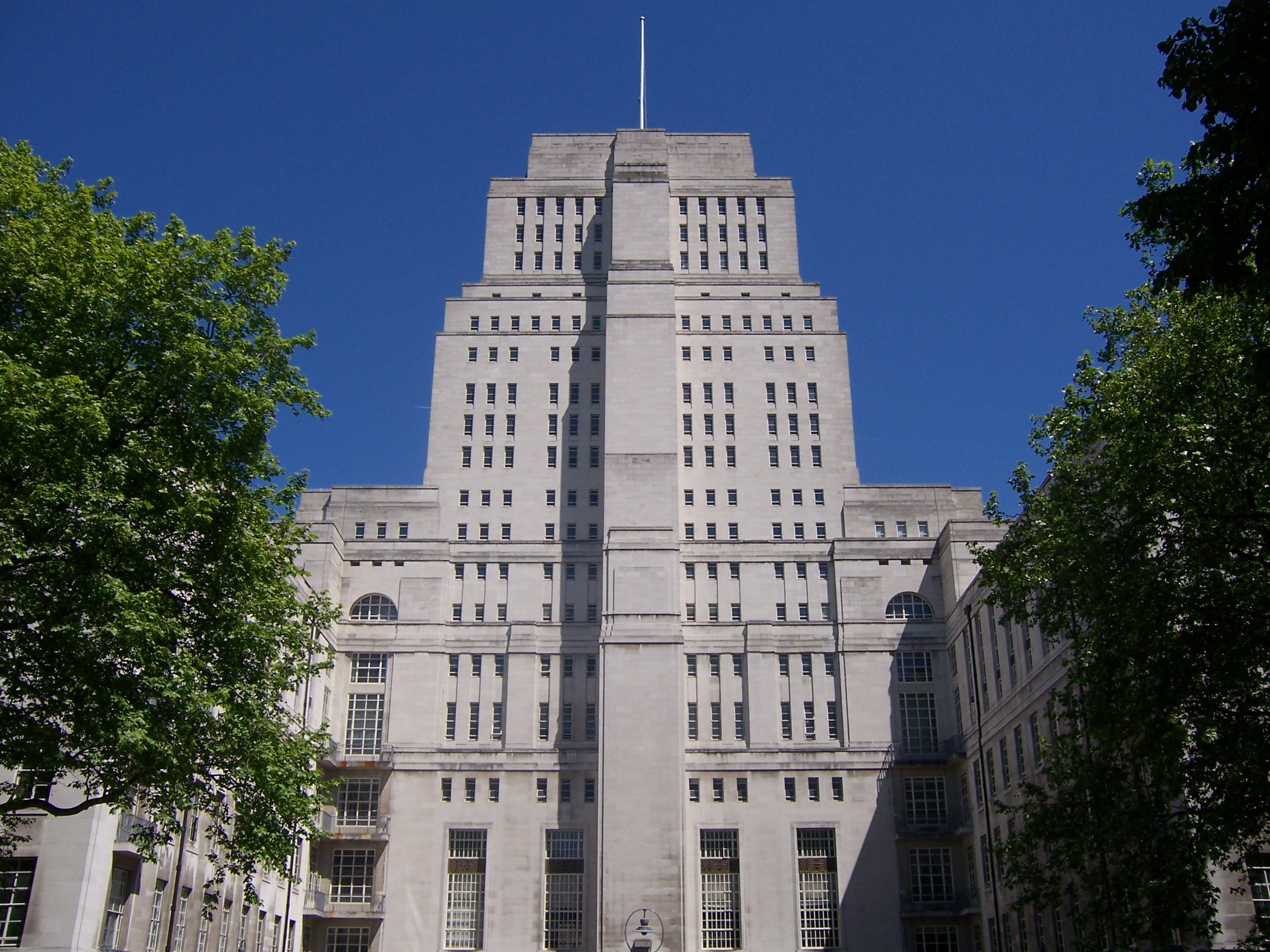
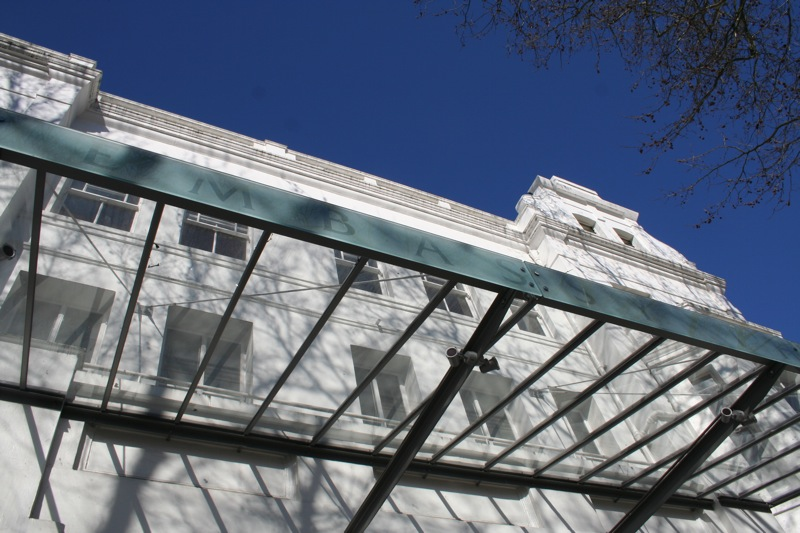
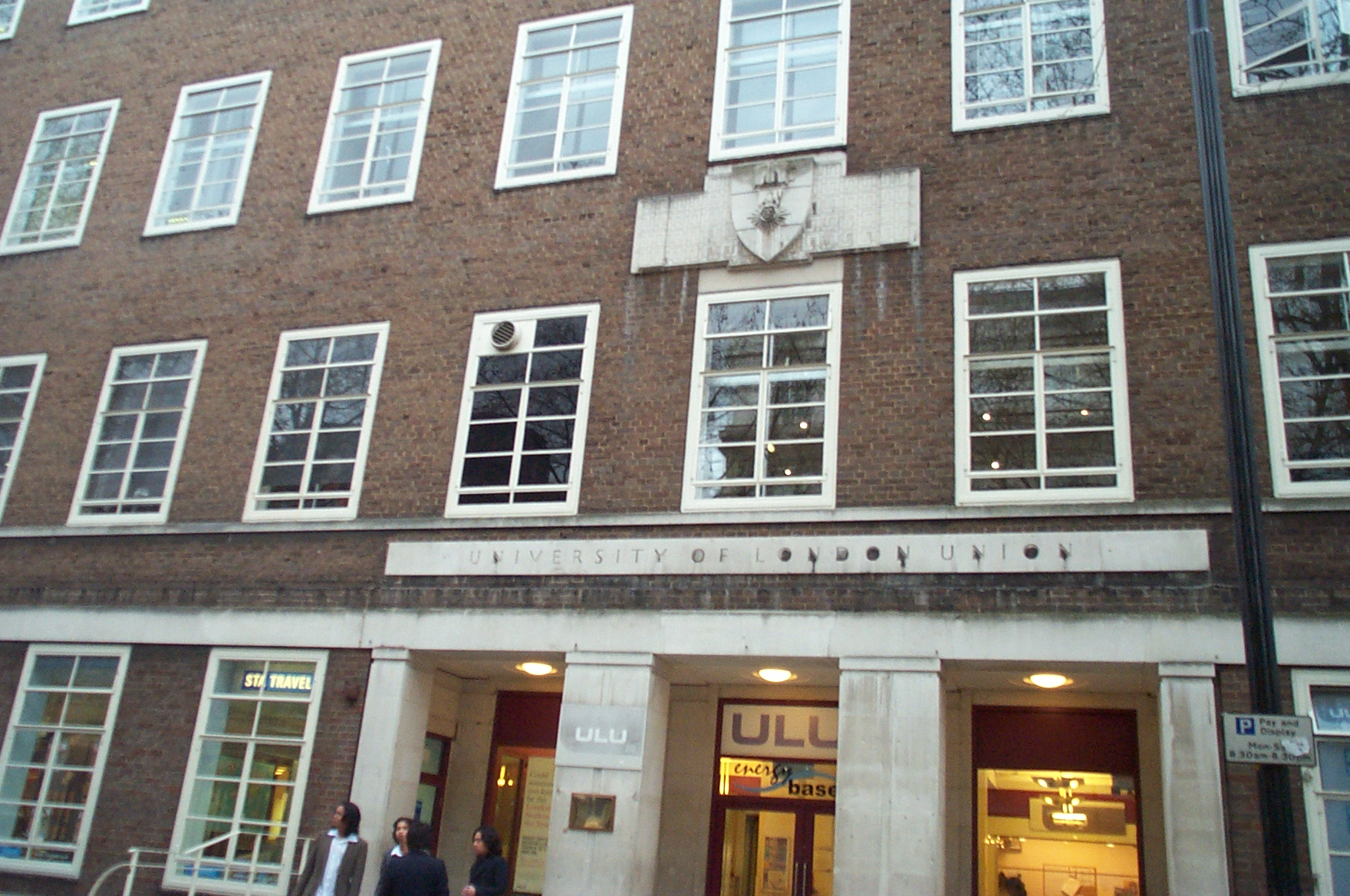
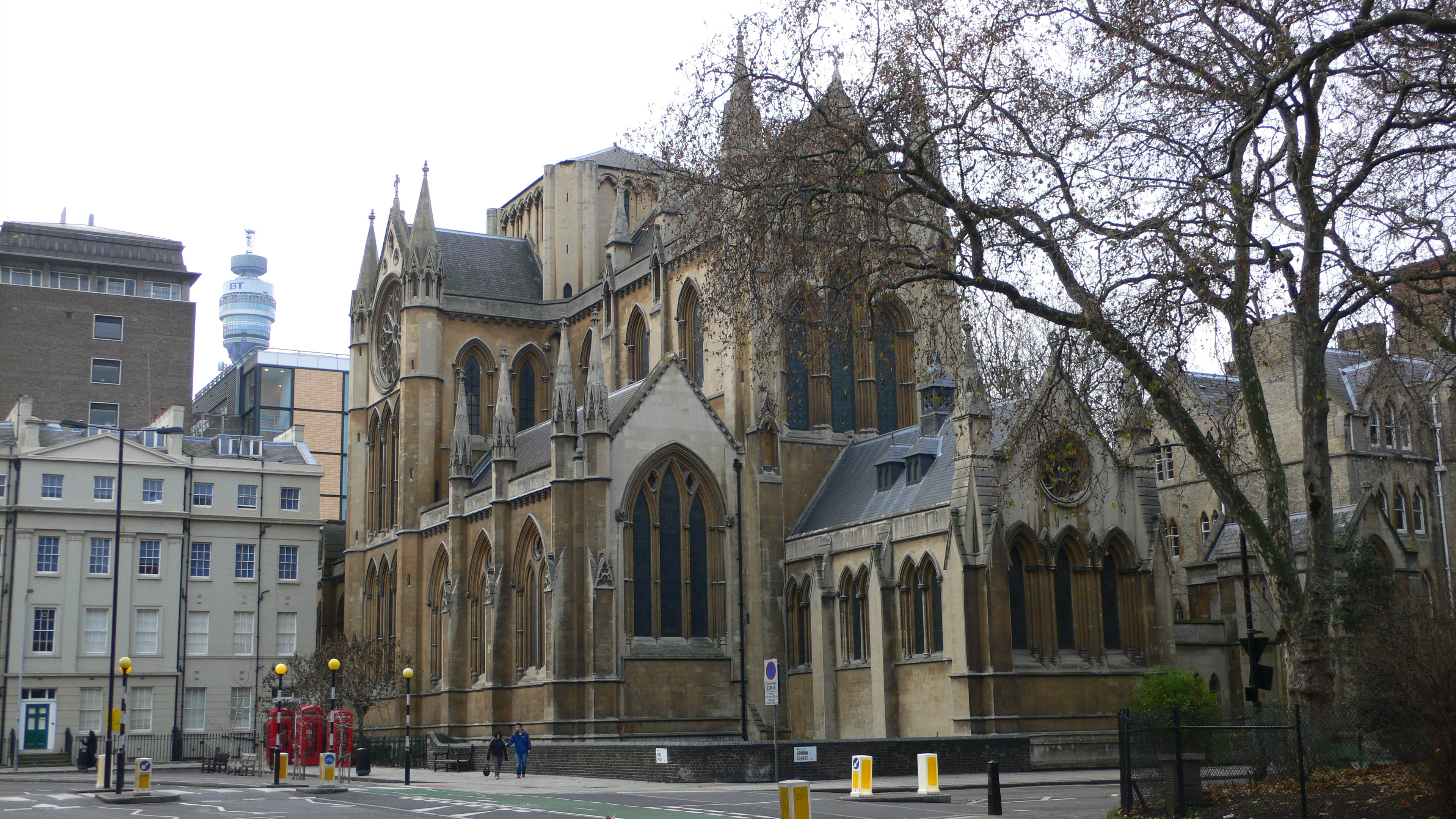
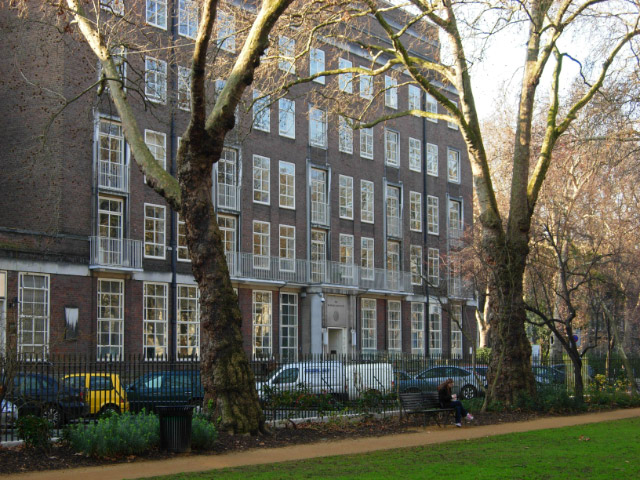